# Half-pipe féminin de snowboard aux Jeux olympiques de 2022
Navigation
Pyeongchang 2018 Milan-Cortina 2026
Le half-pipe féminin de snowboard aux Jeux olympiques d'hiver de 2022 a lieu les 9 et 10 février 2022, au Genting Secret Garden de Zhangjiakou. 

## Résultats

### Qualifications
| Rang | Dossard | Ordre | Athlète           | Nationalité  | 1er passage | 2e passage | Meilleur | Notes     |
| ---- | ------- | ----- | ----------------- | ------------ | ----------- | ---------- | -------- | --------- |
| 1    | 2       | 2     | Chloe Kim         | États-Unis   | 87,75       | 8,75       | 87,75    | Qualifiée |
| 2    | 7       | 10    | Mitsuki Ono       | Japon        | 79,50       | 83,75      | 83,75    | Qualifiée |
| 3    | 1       | 4     | Cai Xuetong       | Chine        | 83,25       | 55,50      | 83,25    | Qualifiée |
| 4    | 4       | 3     | Queralt Castellet | Espagne      | 78,75       | 49,50      | 78,50    | Qualifiée |
| 5    | 6       | 16    | Sena Tomita       | Japon        | 75,75       | 52,00      | 75,75    | Qualifiée |
| 6    | 8       | 9     | Ruki Tomita       | Japon        | 74,25       | 66,25      | 74,25    | Qualifiée |
| 7    | 3       | 1     | Liu Jiayu         | Chine        | 15,25       | 72,25      | 72,25    | Qualifiée |
| 8    | 12      | 6     | Berenice Wicki    | Suisse       | 71,50       | 40,50      | 71,50    | Qualifiée |
| 9    | 10      | 20    | Elizabeth Hosking | Canada       | 10,00       | 70,50      | 70,50    | Qualifiée |
| 10   | 16      | 17    | Brooke D'Hondt    | Canada       | 69,25       | 70,00      | 70,00    | Qualifiée |
| 11   | 17      | 11    | Leilani Ettel     | Allemagne    | 68,75       | 15,75      | 68,75    | Qualifiée |
| 12   | 13      | 12    | Qiu Leng          | Chine        | 63,50       | 66,25      | 66,25    | Qualifiée |
| 13   | 5       | 5     | Maddie Mastro     | États-Unis   | 65,75       | 51,50      | 65,75    |           |
| 14   | 18      | 19    | Emily Arthur      | Australie    | 62,50       | 19,75      | 62,50    |           |
| 15   | 11      | 13    | Kurumi Imai       | Japon        | 54,75       | 49,75      | 54,75    |           |
| 16   | 15      | 18    | Tessa Maud        | États-Unis   | 53,50       | 10,00      | 53,50    |           |
| 17   | 14      | 21    | Zoe Kalapos       | États-Unis   | 20,00       | 51,75      | 51,75    |           |
| 18   | 20      | 22    | Šárka Pančochová  | Tchéquie     | 41,75       | 18,75      | 41,75    |           |
| 19   | 22      | 15    | Kamilla Kozuback  | Hongrie      | 35,50       | 15,00      | 35,50    |           |
| 20   | 21      | 8     | Lee Na-yoon       | Corée du Sud | 31,00       | 34,50      | 34,50    |           |
| 21   | 19      | 14    | Jenise Spiteri    | Malte        | 7,25        | 25,25      | 25,25    |           |
| 22   | 9       | 7     | Wu Shaotong       | Chine        | 10,25       | 16,75      | 16,75    |           |

### Finale
| Rang                                | Dossard | Ordre | Athlète           | Nationalité | 1er passage | 2e passage | 3e passage | Meilleur |
| ----------------------------------- | ------- | ----- | ----------------- | ----------- | ----------- | ---------- | ---------- | -------- |
| Médaille d'or, Jeux olympiques      | 2       | 12    | Chloe Kim         | États-Unis  | 94,00       | 27,00      | 26,25      | 94,00    |
| Médaille d'argent, Jeux olympiques  | 4       | 9     | Queralt Castellet | Espagne     | 69,25       | 90,25      | 78,25      | 90,25    |
| Médaille de bronze, Jeux olympiques | 6       | 8     | Sena Tomita       | Japon       | 86,00       | 88,25      | 9,25       | 88,25    |
| 4                                   | 1       | 10    | Cai Xuetong       | Chine       | 81,25       | 64,50      | 75,00      | 81,25    |
| 5                                   | 8       | 7     | Ruki Tomita       | Japon       | 16,50       | 19,75      | 80,50      | 80,50    |
| 6                                   | 10      | 4     | Elizabeth Hosking | Canada      | 73,00       | 79,25      | 5,00       | 79,25    |
| 7                                   | 12      | 5     | Berenice Wicki    | Suisse      | 76,25       | 74,75      | 11,25      | 76,25    |
| 8                                   | 3       | 6     | Liu Jiayu         | Chine       | 11,25       | 4,75       | 73,50      | 73,50    |
| 9                                   | 7       | 11    | Mitsuki Ono       | Japon       | 71,50       | 25,50      | 29,00      | 71,50    |
| 10                                  | 16      | 3     | Brooke D'Hondt    | Canada      | 66,75       | 11,00      | 9,00       | 66,75    |
| 11                                  | 17      | 2     | Leilani Ettel     | Allemagne   | 55,25       | 57,50      | 9,25       | 57,50    |
| 12                                  | 13      | 1     | Qiu Leng          | Chine       | 53,75       | 9,50       | 18,75      | 53,75    |